# NGC 3175

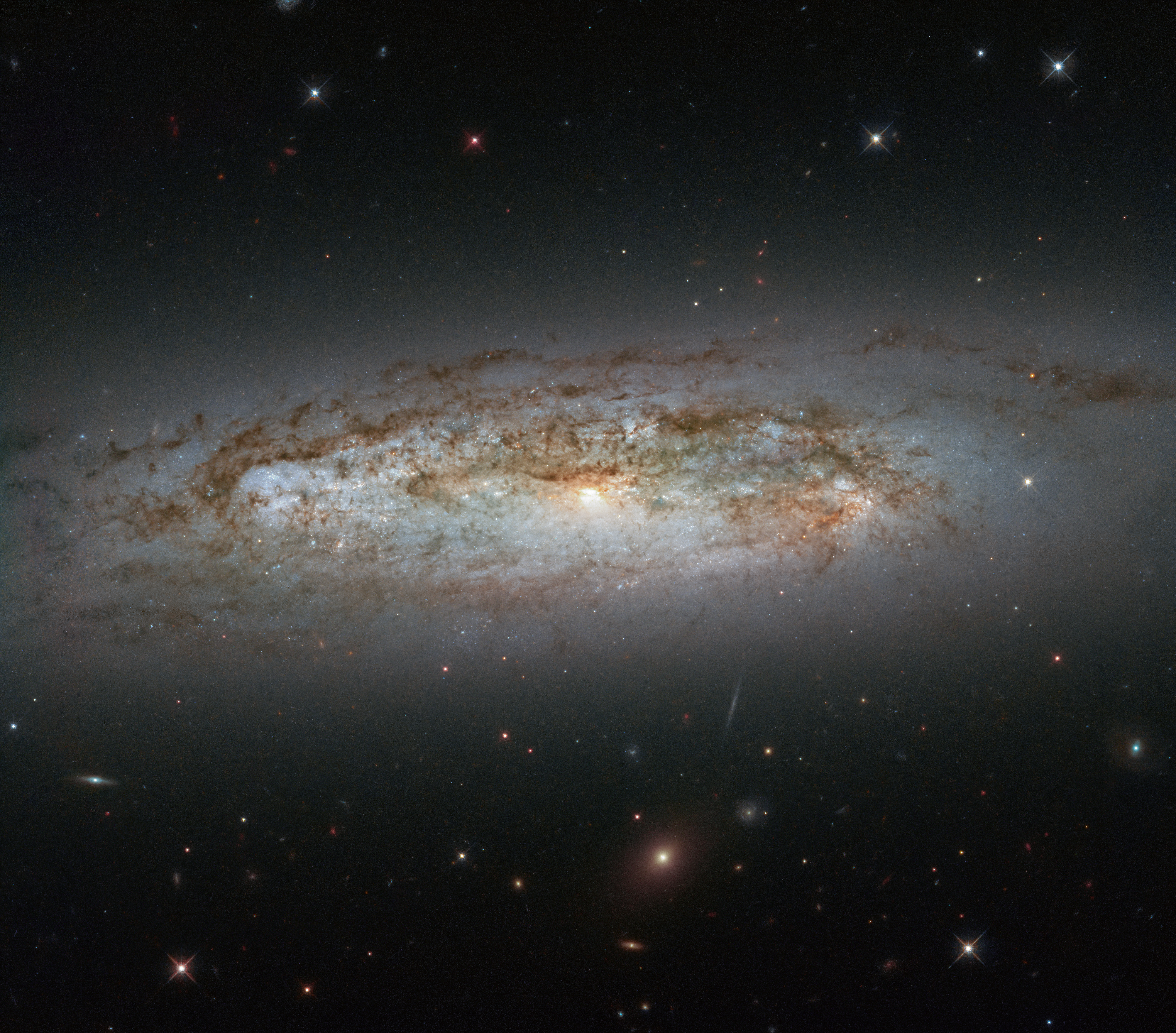
NGC 3175 par le télescope spatial Hubble.

NGC 3175 est une galaxie spirale intermédiaire située dans la constellation de la Machine pneumatique. Sa vitesse par rapport au fond diffus cosmologique est de 1 421 ± 23 km/s, ce qui correspond à une distance de Hubble de 20,96 ± 1,51 Mpc (∼68,4 millions d'al). NGC 3175 a été découverte par l'astronome britannique John Herschel en 1835.

## Caractéristiques
Sa vitesse par rapport au fond diffus cosmologique est de 1 421 ± 23 km/s, ce qui correspond à une distance de Hubble de 20,96 ± 1,51 Mpc (∼68,4 millions d'al).
La classe de luminosité de NGC 3175 est I et elle présente une large raie HI. Elle renferme également des régions d'hydrogène ionisé. La luminosité de la galaxie NGC 3175 dans l'infrarouge lointain (de 40 à 400 µm)  est égale à 7,08 × 109 {\displaystyle L_{\odot }} (109,85{\displaystyle L_{\odot }}) et sa luminosité totale dans l'infrarouge (de 8 à 1 000 µm) est de 9,12 × 109 {\displaystyle L_{\odot }} (109,96{\displaystyle L_{\odot }}).
À ce jour, 16 mesures non basées sur le décalage vers le rouge (redshift) donnent une distance de 15,625 ± 4,33 Mpc (∼51 millions d'al), ce qui est à l'intérieur des valeurs de la distance de Hubble. Toutefois, puisque cette galaxie est relativement rapprochée du Groupe local, il est probable que cette valeur soit plus près de la distance réelle de NGC 3175. Notons que c'est avec la valeur moyenne des mesures indépendantes, lorsqu'elles existent, que la base de données NASA/IPAC calcule le diamètre d'une galaxie.

## Groupe de NGC 3175
Les galaxies NGC 3113, NGC 3125, NGC 3137, NGC 3175 et ESO 499-37 forment un petit groupe de galaxies rapprochées, le groupe de NGC 3175,.